# 夢百合草
『夢百合草』（あるすとろめりあ）は、シンガーソングライターさだまさしの2002年2月27日発表のソロ27枚目のオリジナル・アルバムである。

## 概要
発売前の秋に、いつも飾ってあるアルストロメリアの花が、夢百合草という和名を持つ名前を知ったさだが、その花の名前をスタッフに告げたら、彼らの方がすっかり気に入り､ついには本アルバムのタイトルにまでなってしまった｡

## 収録曲
| 全作詞・作曲: さだまさし、全編曲: 倉田信雄（特記以外）。 |                                                 |            |            |      |
| #                                                        | タイトル                                        | 作詞       | 作曲・編曲 | 時間 |
| 1.                                                       | 「夢百合草 (あるすとろめりあ)」(編曲: 渡辺俊幸) | さだまさし | さだまさし | 3:47 |
| 2.                                                       | 「非因果的連結 (シンクロニシティ)」             | さだまさし | さだまさし | 6:14 |
| 3.                                                       | 「春待峠」                                      | さだまさし | さだまさし | 4:32 |
| 4.                                                       | 「君の歌うラブソング」                          | さだまさし | さだまさし | 4:48 |
| 5.                                                       | 「勇気凛凛 〜故 加藤シヅエ先生に捧ぐ〜」        | さだまさし | さだまさし | 4:39 |
| 6.                                                       | 「岬まで」                                      | さだまさし | さだまさし | 5:03 |
| 7.                                                       | 「ミスター・オールディーズ」(作曲: 倉田信雄)    | さだまさし | さだまさし | 6:23 |
| 8.                                                       | 「September Moon 〜永遠という一瞬〜」           | さだまさし | さだまさし | 3:58 |
| 9.                                                       | 「瑠璃光」(編曲: 渡辺俊幸)                      | さだまさし | さだまさし | 4:42 |
| 10.                                                      | 「小さな手」(編曲: 渡辺俊幸)                    | さだまさし | さだまさし | 6:29 |
| 合計時間:                                                | 合計時間:                                       | 50:35      |            |      |

### 解説
1. 夢百合草 (あるすとろめりあ)
2. 非因果的連結 (シンクロニシティ)
3. 春待峠
「勇気凛凛」のカップリング曲。
4. 君の歌うラブソング
5. 勇気凛凛〜故 加藤シヅエ先生に捧ぐ〜
6. 岬まで
7. ミスター・オールディーズ
8. September Moon 〜永遠という一瞬〜
9. 瑠璃光
10. 小さな手